# Autoportret (obraz Bartolomé Estebana Murilla)
Autoportret (hiszp. Autorretrato) – powstały w 2. poł. XVII w. obraz autorstwa hiszpańskiego malarza barokowego Bartolomé Estebana Murilla.
Obraz znajduje się w zbiorach National Gallery w Londynie. Kiedyś należał do przyjaciela malarza Nicolása Omazura, poety i kupca flamandzkiego.